# Ljungbyholms landskommun
Ljungbyholms landskommun var en tidigare kommun i Kalmar län.

## Administrativ historik
Kommunen bildades som så kallad storkommun vid kommunreformen 1952 genom sammanläggning av de tidigare kommunerna Ljungby landskommun och Sankt Sigfrids landskommun.
Den 1 januari 1953 överfördes till Ljungbyholms landskommun och Ljungby församling från Dörby landskommun och Dörby församling ett område med 56 invånare och omfattande en areal av 5,18 km², varav 5,16 km² land.
Den 1 januari 1954 överfördes från Ljungbyholms landskommun och Ljungby församling till Mortorps landskommun och Mortorps församling ett område med 44 invånare och omfattande en areal av 0,47 km², varav allt land.
Den 1 januari 1969 delades kommunen i två delar, när Sankt Sigfrids församling överfördes till Nybro stad (som 1 januari 1971 ombildades till Nybro kommun) medan Ljungby församling kvarstod ensam i kommunen fram till den lades samman med nybildade Kalmar kommun den 1 januari 1971.

### Kyrklig tillhörighet
I kyrkligt hänseende tillhörde landskommunen de två församlingarna Ljungby och Sankt Sigfrid.

## Befolkningsutveckling
| Befolkningsutvecklingen i Ljungbyholms landskommun 1951–1969                                     | Befolkningsutvecklingen i Ljungbyholms landskommun 1951–1969 | Befolkningsutvecklingen i Ljungbyholms landskommun 1951–1969 | Befolkningsutvecklingen i Ljungbyholms landskommun 1951–1969 | Befolkningsutvecklingen i Ljungbyholms landskommun 1951–1969 |
| ------------------------------------------------------------------------------------------------ | ------------------------------------------------------------ | ------------------------------------------------------------ | ------------------------------------------------------------ | ------------------------------------------------------------ |
|                                                                                                  |                                                              |                                                              |                                                              |                                                              |
| År                                                                                               |                                                              |                                                              | Folkmängd                                                    |                                                              |
| 1951                                                                                             | 1951                                                         |                                                              | 4 021                                                        |                                                              |
| 1955                                                                                             | 1955                                                         |                                                              | 3 995                                                        |                                                              |
| 1960                                                                                             | 1960                                                         |                                                              | 3 786                                                        |                                                              |
| 1965                                                                                             | 1965                                                         |                                                              | 3 672                                                        |                                                              |
| 1969                                                                                             | 1969                                                         |                                                              | 3 332                                                        |                                                              |
| Anm: Befolkning den 31 december enligt den administrativa indelningen den 1 januari följande år. |                                                              |                                                              |                                                              |                                                              |

## Geografi
Ljungbyholms landskommun omfattade den 1 januari 1952 en areal av 172,15 km², varav 171,38 km² land.

### Tätorter i kommunen 1960
| Tätort             | Folkmängd |
| ------------------ | --------- |
| Ljungbyholm        | 738       |
| Trekanten          | 679       |
| Vassmolösa, del av | 359       |

Tätortsgraden i kommunen var den 1 november 1960 46,7 procent.

## Politik

### Mandatfördelning i valen 1950-1966
| 17 | 8 | 3 | 7 |

| 33 |

| 11 | 6 | 18 |

| 31 |

| 17 | 7 | 2 | 9 |

| 31 |

|  | 17 | 8 | 2 | 7 |

| 30 | 5 |

| 15 | 2 | 8 | 3 | 7 |

| 30 | 5 |